# Irã nos Jogos Olímpicos de Verão de 1956
O Irã competiu nos Jogos Olímpicos de Verão de 1956, realizados em Melbourne, Austrália e Estocolmo, Suécia.